# チャック・パルンボ
チャック・パルンボ（Chuck Palumbo、1971年6月15日 - ）は、アメリカ合衆国のプロレスラー。ロードアイランド州ウエストワーウィック出身のイタリア系アメリカ人 。愛称は「チャッキー」、または「チャック」。苗字は正確には「パランボ」と発音する（FBI時代はイタリア語風にパルンボとアナウンスされていた）。

## 来歴

### WCW
プロレスデビューは1998年。ザ・デュードの名でインディー団体で試合をしていた。その頃に一度だけWCWのマンデー・ナイトロに出場している。それから6か月後にWCWパワープラント入り。その抜群の身体能力で、わずかな期間のトレーニングでWCWデビューを許されたスーパールーキーであった。デビューまでは密林の野生児ギミック、ジャングル・ジムとしてテスト試合をしていた。しばらく若手や中堅選手主体の番組で活躍した後、WCWの生放送番組にも呼ばれるようになり、早くからレックス・ルガーのライバルに抜擢され、「The Main Event」のニックネームをつけられるなど将来を嘱望されていた。
ショーン・スタージャックとのタッグ（ザ・パーフェクト・イベント）ではWCWタッグ王座に3度輝き、ビンス・ルッソーが仕掛けたエリート・ルーキー集団NBT（ナチュラル・ボーン・スリラーズ）のメンバーとしても活躍。同メンバーでもあったショーン・オヘアとのタッグでもチャンピオンとして君臨した。その後、パルンボ&オヘアに嫉妬したスタージャックとマーク・ジンドラックが反発し、NBTは解散する。
WCW最後のマンデーナイトロでは、マイク・アッサム&ランス・ストーム（チーム・カナダ）との試合に見事勝利し、WCW最後のタッグ王者となった。

### WWF / WWE
WCWが買収され、新境地をWWFに移す。シェイン・マクマホンがオーナーとなった新生WCWの所属となり、WCW&ECW連合軍アライアンスのメンバーとして活動。WCW時代からのパートナー、ショーン・オヘアとともにタッグ戦線に殴り込みをかけるが、層の厚いWWFの中では活躍できず、オヘアが2軍行きを自ら志願しタッグを解消することになる。WCWタッグベルトもジ・アンダーテイカー&ケインに奪われた。
その後パルンボは、しばらくしてアライアンスを追放されてWWF軍に入り、ビリー・ガンに弟子入りすることになる。2人の関係は次第に深まり、師弟の関係を通り越し、男同士でありながら愛し合うようになってゆく。髪を金髪にし、お揃いの赤いパンツに赤い鉢巻をしたゲイ・ギミックのタッグチーム「ビリー&チャック」がこうして誕生した。互いの美しさ（主に筋肉）を褒め合い、時には怪しげに絡み合う男と男の筋肉ワールドを展開。トリー&ステーシーのディーヴァ・コンビとポージング対決を行ったり、男同士で結婚式を挙げたり、バレンタインデーでは互いにチョコをプレゼントしあうなどの路線に進んでいたが、WWF世界タッグ王座を2度に渡って奪取する活躍を見せた。
しかしビリーの長期欠場によりタッグ解消。しばらくシングルプレーヤーとして活動し、ナンジオ、ジョニー・スタンボリーと共に、旧ECWを発祥とする“純血イタリアン”小規模マフィアF.B.I.（フル・ブラッデッド・イタリアンズ）を結成する（その時にヒールターン）。3人の絶妙なチームワークで徐々に人気を得て、ベビーフェイスに転向する。
F.B.Iの人気が出始めた頃、自身がRAWへトレードされたことによりF.B.I.を離れ、またシングルプレーヤーに戻る。途中から「カスタム・チャッキーP」のリングネームで活動するも、あえなく解雇される。

### 全日本プロレス
WWE解雇後、パルンボは2005年2月に全日本プロレスの「ジャイアント馬場七回忌追善興行」に参加。その後、本格的に全日シリーズにも参戦したがTARUが首領を務めるVOODOO-MURDERSの一員として大暴れ。先に参戦していたWWE時代のタッグパートナーであったスタンボリーと再び合体し、息の合ったタッグプレーを見せた。また、入場テーマ曲はFBI時代と同じである。2005年のチャンピオン・カーニバルでは武藤敬司を破る活躍を見せた。その間にも、イタリアやメキシコの団体に参戦するなど精力的に活動していた。

### WWE復帰後
2006年3月初頭に、ダーク・マッチでロブ・ヴァン・ダムと対戦。その結果、3月12日にWWEと正式に再契約を結ぶ。しかし、その後はダーク・マッチや下部団体で数回試合を行う程度で、1年以上経っても本格復帰はしていなかった。クリエイティブから長い期間自宅待機の指示を受けていた時期もあり、いわゆる飼い殺し状態にされていたことになる。
2007年4月末頃から、毎週のようにダーク・マッチで試合するようになる。そして、5月25日にWWE前座番組ヒートで復帰。再契約から実に約1年2か月という長い期間を経て、ようやくTVショーに姿を見せた。以前よりビルドアップしており、長ズボンにリストバンド・肘サポーターを黒に統一させた格好でバイクに乗って入場するなど、アメリカン・バッド・アス時代のジ・アンダーテイカーのようなスタイルに変身。この復帰戦では多くの歓声を受け、チャーリー・ハースをフルスロットル（変形フェイスバスター）で撃破。7月よりスマックダウン所属として登場した。
その後、表立った抗争相手がいない状態が続いたが、9月にミシェル・マクールをマネージャーにつけて登場。2008年2月に行われたロイヤルランブルに10番手として出場し、ジェイミー・ノーブルをジャングルキックでリング外に落としたがCMパンクに脱落させられた。
この頃からマクールとの仲が微妙なものとなり、マクールがノーブルに接近したことからノーブルとの抗争に入った。同年3月、レッスルマニア24のダークマッチとして行われたECW王座への挑戦権をかけた24人バトルロイヤルに参戦するも脱落、挑戦権は得られなかった。
6月の追加ドラフトではRAWへの移籍が決定。スマックダウンでのライバルでもあったノーブルも共に追加ドラフトで移籍してきたが、RAWにて抗争を再現することはなかった。移籍後は鳴かず飛ばずの状態となり、抗争相手ができないまま11月7日に再び（2度目）解雇された。

### インディー団体
2009年よりイングランドを拠点に活動。11月にHEW（Herts and Essex Wrestling）に参戦し、HEWヘビー級王座をブレット・メドウズから奪取するが二日後に再戦し敗戦。わずか二日で王座防衛に失敗した。

## カスタム・チャッキーP
RAWの前座番組「HEAT」に登場した、超短命に終わった自動車整備士ギミック。自動車整備士とはいうものの、普段のパルンボのショートパンツ姿を長ズボンにして、手袋のようなものをはめただけの格好であった。登場回数は2回だけであった。
2004年10月31日に放送されたHEATに初登場するが、この放送からわずか3日後の11月3日に解雇されることになる。7日に放送されたHEATには、試合日が解雇前だったということもあり登場している。
- ※10月19日に行われたタブー・チューズデイにて、クリス・ジェリコの持つIC王座挑戦者にエントリーされたものの、15人中14位という投票結果に終わっている。

## 得意技
フルスロットル
バイカーキャラになってからの必殺技。カナディアンバックブリーカーの体勢から、相手を半回転させながら右サイドにうつ伏せの状態で叩きつける。
ガン・スティンガー
同じくバイカーキャラからの必殺技。ブロックバスターの状態からのスクラップバスター。元はかつての相棒、ビリー・ガンの必殺技。
187（ワンエイトセブン）
ブロックバスターで相手を真上に投げて両肩でキャッチしてのサモアンドロップ。名前の由来はカリフォルニア州の法律187号（不法移民排斥法、不法入国者に対する医療、教育などの最低限のサービスの禁止）。
ジャングルキック
いわゆるスーパーキック。スタンボリーが相手を抱き上げ、その状態でパルンボが蹴り上げる合体技もある。
トーチャーラック
アルゼンチンバックブリーカー。一時期フィニッシュムーヴとして使用していた。
キス・オブ・デス
F.B.I時代のスタンボリーとの連携必殺技。全日本プロレスではシシリアン・スライスと呼ばれていた。パルンボの膝に相手をバックブリーカーの体制に固定し、スタンボリーがコーナーからギロチンドロップを放つ合体技。ナンジオを入れた3人の合体技も同名である。
ショートレンジラリアット
フロント・スープレックス

## 獲得タイトル
WCW
- WCW世界タッグ王座： 4回

第55代、第61代、第63代（w / ショーン・スタージャック）
第65代（w / ショーン・オヘア）
WWE
- WWF世界タッグ王座 ： 2回

第122代、第124代（w / ビリー）
HEW
- HEWヘビー級王座 ： 1回

PWI
- 2002年最優秀タッグチーム賞（w / ビリー）

## 入場テーマ
- 「AVALANCHE」（ナチュラル・ボーン・スリラーズ）
- 「Freestyle Hombre」（パルンボ&オヘア）
- 「I've got it All」（シングルプレーヤー）
- 「You Look so Good to me」（ビリー&チャック）
- 「Tear It Down」（ビリー&チャック）
- 「Diggin with a Spoon」（シングルプレーヤー）
- 「F.B.I.」（フル・ブラッデッド・イタリアンズ）
- 「Depth Charge」（カスタム・チャッキーP）

## その他
- 全日本プロレスでWWE復帰直前には、顔全体を白塗りにし、目の周りは赤く、シルクハットを被った道化師のような姿で試合をしていた。
- WWEに籍を置いてから1年以上も出番がなかった。怪我で離脱した選手やレジェンド選手以外では、こんなに長期間飼い殺し状態にすることは異例である。
- バイカーギミックをやっているが、プライベートでも大のバイク好きとして知られ、彼のカスタムしたバイクは、アメリカで発行されているバイク雑誌「American Iron Magazine」の表紙を飾ったこともある。レスラー仲間からも製作依頼も多く、最近ではバティスタのバイクをオーダーメイドした。またCPカスタムズ（CP Kustoms）というバイクショップを設立。
- バンドとしても活動し、スリー・スポーク・ホイール（3 Spoke Wheel）というユニットのギターを担当。主にバイカーの集会などでライブを行っている。